# Teucrium francoi
Teucrium francoi é uma espécie de planta com flor pertencente à família Lamiaceae. 
A autoridade científica da espécie é M.Seq., Capelo, J.C.Costa & R.Jardim, tendo sido publicada em Botanical Journal of the Linnean Society 156: 643. 2008.

## Portugal
Trata-se de uma espécie presente no território português, nomeadamente no Arquipélago da Madeira.
Em termos de naturalidade é endémica da região atrás referida.

## Protecção
Não se encontra protegida por legislação portuguesa ou da Comunidade Europeia.